# Tersk
Tersk är en hästras som härstammar från Kaukasusområdet i Eurasien. Terskhästen utvecklades i ett försök att bygga upp hästpopulationen efter ryska revolutionen 1917 och för att ersätta en rysk variant av det arabiska fullblodet, kallad streletskarab som nästan helt försvann efter revolutionen. Idag säger man att Tersken är ännu vackrare än sin föregångare streletskaraben. Tersken skulle först och främst användas inom galoppsporten. Terskhästarna har inte utmärkt sig så mycket inom ridsporten med undantag för "So Dnieper" som blev en championhäst i fälttävlan för det ryska landslaget, samt Tskheti som blev olympisk mästare.
Terskhästen blev godkänd som egen ras 1948 och fick namn efter stuteriet Tersk där de avlades fram. Tersk är ett stort och världsberömt häststuteri beläget i Ryssland och den arabiska avelshästen Peleng hade kopplingar till Tersk. Idag är aveln främst koncentrerad till stuteriet Stavropol. Hästarna registreras i en egen stambok som förs av det ryska institutet för hästavel.

## Historia
Efter ryska revolutionen 1917 var hästpopulationen i Eurasien och centralasien hotfullt låg och sovjeterna uppmuntrade uppfödare att föda upp lokala hästar som skulle passa i den miljö de föddes upp i och även ekonomin. Mellan 1920 och 1950 utvecklade man därför en ras som skulle ersätta streletskaraben, som mer eller mindre hade försvunnit på 1920-talet efter att Första världskriget var slut. Bara två hingstar och några ston hade överlevt. 
De överlevande hingstarna av streletskaraben var Cylinder och Tsenitel. De här hingstarna var båda skimlar och hade typiska arabiska drag och de skickades till Terskstuteriet 1925. Man gjorde då inga försök att bevara streletskaraben eftersom rasen ansågs vara alltför inavlad. Däremot korsades de två hingstarna med importerade arabiska fullblod eller korsningar mellan araber och Kabardin- eller Donhästar. Aveln blev framgångsrik och den nya rasen fick sitt namn av Tersk- och Stavropolstuterierna där den föddes upp. 
1944 blev fick Tersk-stuteriet order av den sovjetiska regeringen att enbart avla på renrasiga araber och Terskhästarna flyttades till Stavropol, ett stuteri i Kaukasus som även odlar sitt eget foder. 1947 övergav man planen att återuppföda streletskaraben och satsade enbart på de nya Terskhästarna som fick sitt namn från det gamla stuteriet. 1948 blev Terskhästen godkänd som en egen ras. Idag finns det tre typer av Tersk. "Orientalisk typ med lättare arabisk typ, "originaltypen" som påminner om en Angloarab och "massiv typ" som fått tillförsel av Trakehnare och som är något grövre. 

## Egenskaper

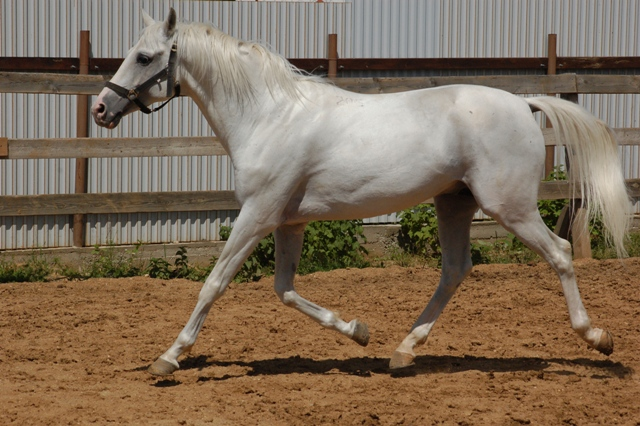
Terskhästarna är oftast skimlar med en lätt metallisk glans i pälsen.

Terskhästarna är oftast gråskimlar, men kan även vara bruna eller fux. Mankhöjden ligger på ca 150-155 cm. Terskhästen påminner mycket om araber i exteriör och speciellt huvudet som är vackert och ädelt med stora ögon, näsborrar och öron, men dock med en rakare profil än araben. Halsen är av medellängd och lätt böjd i nacken. Ryggen är rak med framträdande manke, kraftig länd och en väl utvecklad bakdel. Svansen är högt ansatt som hos araben och hovarna är små men mycket hårda och tåliga. 
Terskhästen har lätta och eleganta rörelser och bör vara utmärkt inom dressyren med sina regelbundna gångarter. Terskhästen är en ganska bra hoppare och används även i kapplöpning, distansritt och även som kavallerihäst. Då Terskhästarna är vackra och lättlärda är de även populära som cirkushästar.
Trots att Terskhästarna är av arabisk typ med mycket tunn päls är de väl anpassade till det ryska, hårda klimatet, framförallt då hästarna föds upp halvvilt på stora stäpper. Pälsen har även en lätt metallisk glans, likt en annan eurasisk hästras, akhaltekeern som härstammar från Turkmenistan. Terskhästarna är uthålliga hästar med ett lugnt temperament och de är lättlärda och intelligenta. Terskhästarna lever relativt länge och blir ofta över 20 år. 
Idag finns det tre typer av Terskhästar: 
- Orientalisk/Österländsk typ: Denna typ har mer inslag av arabiska fullblod och är lättare och ädlare.
- Original/Regional typ: Denna typ påminner mest om de gamla Streletskaraberna med en lite grövre byggnad än de orientaliska typerna. De påminner i det närmaste om Angloaraben, fast är något mindre i mankhöjd.
- Massiv typ: Den massiva typen har utavlats något med den tyska Trakehnaren vilket gjort den grövre och större, men samtidigt något mer atletisk. [8]